# علیرضا عطاران
علیرضا عطاران نویسنده، منتقد ادبی و پژوهشگر اهل ایران است.

## زندگی
علیرضا عطاران با لقب (علی آرام) داستان‌نویس، پژوهشگر و منتقد ادبیات در سال ۱۳۳۷ در منطقه سناباد و احمدآباد مشهد و در خانواده‌ای غیر سنتی بدنیا آمد.
در سال ۱۳۸۱ به آلمان مهاجرت کرد و آنجا زندگی می‌کند. آثار نویسنده در ایران و آلمان منتشر شده‌است.
اولین اثر نویسنده مجموعه داستان واکسی است که در آلمان منتشر شد.

## بررسی آثار
شهرنوش پارسی پور می‌نویسد: علیرضا عطاران نویسنده پرکاری است که آهسته و پیوسته کار کرده و آثاری عرضه کرده‌است… او سعی می‌کند داستان‌های واقعی را به رشته تحریر درآورد. یعنی تا آنجا که بر می‌آید داستانهای واقعی هستند که یا برای خود نویسنده اتفاق افتاده‌اند یا برای کسان دیگری در اطراف او. البته داستانهایی هم دارد که به نظر می‌آید داستان خالص هستند و ربطی به ماجراهای واقعی ندارند. مثل داستان عطش؛ زن جوانی با بچه‌اش راه می‌افتد و می‌روند که برای بچه یک پرگار بخرند. زن پول مختصری دارد و به دلیل تشنگی مجبور می‌شود یک نوشابه بخرد و تقریباً همه‌اش را خودش می‌خورد و کمی هم به بچه می‌دهد که او هم تشنه‌است. به مغازه خرازی می‌رسند و زن می‌بیند پولش برای خرید پرگار کافی نیست. بچه زار می‌زند و گریه می‌کند و زن مجبور می‌شود در قبال پول خودش را تسلیم مغازه‌دار کند. او زنی است تنها. شوهرش به سفر رفته و ناپدید شده‌است و زن باید زندگی خانوادگی را در یک شرایط غم‌انگیز و با فقر بگذراند. این داستان جالبی است که به نظر می‌آید معیارش شخص واقعی نباشد و نویسنده داستان را خودش اختراع کرده؛ ولی چه بسا این داستان هم واقعی باشد چون علاقه علیرضا عطاران به این است که داستانها را به شکل واقعی بنویسد
عباس معروفی در مقدمه کتاب شکار پروانه‌ها می‌نویسند: علی‌رضا عطاران این داستان‌نویس که آرام می‌نماید و یک شورشی است، من البته انتظار شکاهکار دارم… همان‌گونه که علی برای «داریوش» و «پروانه» گریسته تا آن لحظه‌های درد را بنویسد، خواهد گریست تا دردهای بشر را تا آنجا که می‌تواند بگرید و بنویسد.
علیرضا ذی‌حق می‌نویسد: خلاقیت ادبی نویسنده جدا از موفقیت‌های هنری نویسنده در پرداخت طرح‌های پرحرکت داستانی، بیانگر دنیایی است که در آن ضمن برانگیخته شدن عواطف، ذهن و ضمیر مخاطب نیزدر پیوند با انگاره‌های معنی دار، به همان اندازه تحریک می‌شود.

## آثار

### رمان
- سیاوش انوشک

«سیاوش انوشک» رمان تاریخی است که در سال ۱۳۸۰ در مشهد به وسیله گلستانه و نشر نوند منتشر شد. این کتاب در همان زمان در روزنامه خراسان معرفی شد. چاپ دوم رمان در سال ۱۳۸۸ با تجدید نظر و تغییرات از سوی نشر نوند مشهد روانه بازار کتاب شد.

### مجموعه داستان
- شکار پروانه‌ها (مجموعه داستان) - نشر گردون (آلمان) ۱۳۸۵

- هاینریش بل و نویسنده ایرانی (مجموعه داستان) نشر نوند ۱۳۸۵

- غروب خروشخوانان (مجموعه داستان) ۱۳۸۳

- واکسی (مجموعه داستان) ۱۳۸۱

### دیگر
- نگاه انسانی در ادبیات و زندگی (نقد و بررسی ادبیات) ۱۳۸۸